# Liudmila Iegórova
Liudmila Iegórova   (Lomonóssov, 24 de febrer de 1931 - Kaliningrad, 21 de maig de 2009) fou una gimnasta artística russa que va competir sota bandera de la Unió Soviètica durant la dècada de 1950.
El 1956 va prendre part en els Jocs Olímpics d'Estiu de Melbourne, on disputà les set proves del programa de gimnàstica. Guanyà la medalla d'or en la competició del concurs complet per equips i la de bronze en el concurs per aparells equips. També destaca la setena posició aconseguida en la barra d'equilibris.
En el seu palmarès també destaquen quatre campionats soviètics de salts acrobàtics, de 1950 a 1953.